# Brasile ai Giochi della XVII Olimpiade
Il Brasile partecipò ai Giochi della XVII Olimpiade, svoltisi a Roma dal 25 agosto all'11 settembre 1960, con una delegazione di 72 atleti, di cui una donna, impegnati in 14 discipline per un totale di 35 competizioni. Portabandiera alla cerimonia di apertura, così come a Melbourne 1956, fu Adhemar da Silva, già due volte campione olimpico nel salto triplo, alla sua quarta Olimpiade.
Fu la nona partecipazione di questo paese ai Giochi. Furono conquistate due medaglie di bronzo.

## Medagliere

### Per discipline
| Sport         | Oro | Argento | Bronzo | Totale |
| ------------- | --- | ------- | ------ | ------ |
| Nuoto         | 0   | 0       | 1      | 1      |
| Pallacanestro | 0   | 0       | 1      | 1      |
| Totale        | 0   | 0       | 2      | 2      |

### Medaglie
| Medaglia | Atleta            | Sport         | Evento                          |
| -------- | ----------------- | ------------- | ------------------------------- |
| Bronzo   | Manuel dos Santos | Nuoto         | 100 metri stile libero maschili |
| Bronzo   | Brasile           | Pallacanestro | Torneo maschile                 |

## Risultati

### Calcio
| Atleta | Classifica |                    |
| --- | --- | ------------------ |
| V · D · M Nazionale olimpica brasiliana · Calcio ai Giochi Olimpici Estivi 1960 P Carlos Alberto · P Edmar · D Dary · D Décio Teixeira · D Dércio Gil · D Jurandir · D Nonô · D Roberto Dias · C Ivan Brondi · C Gérson · C Jonas · C Maranhão · C Rubens · A China · A Chiquinho · A Macarrão · A Paulinho Ferreira · A Valdir · A Wanderley · CT : Feola | 5° |                    |
| Nazionale olimpica brasiliana · Calcio ai Giochi Olimpici Estivi 1960 | |                    |
| P Carlos Alberto · P Edmar · D Dary · D Décio Teixeira · D Dércio Gil · D Jurandir · D Nonô · D Roberto Dias · C Ivan Brondi · C Gérson · C Jonas · C Maranhão · C Rubens · A China · A Chiquinho · A Macarrão · A Paulinho Ferreira · A Valdir · A Wanderley · CT: Feola                                                                                  | P Carlos Alberto · P Edmar · D Dary · D Décio Teixeira · D Dércio Gil · D Jurandir · D Nonô · D Roberto Dias · C Ivan Brondi · C Gérson · C Jonas · C Maranhão · C Rubens · A China · A Chiquinho · A Macarrão · A Paulinho Ferreira · A Valdir · A Wanderley · CT: Feola | Brasile (bandiera) |

### Pallacanestro
| Atleta | Classifica |
| --- | ---------- |
| V · D · M Nazionale brasiliana - Pallacanestro ai Giochi della XVII Olimpiade 3 Algodão · 4 Amaury · 5 Wlamir · 6 Moysés · 7 Mosquito · 8 Fernando Brobró · 9 Rosa Branca · 10 Jatyr · 11 Edson Bispo · 12 Sucar · 13 Boccardo · 14 Waldemar · All. Kanela | Bronzo     |
| Nazionale brasiliana - Pallacanestro ai Giochi della XVII Olimpiade |            |
| 3 Algodão · 4 Amaury · 5 Wlamir · 6 Moysés · 7 Mosquito · 8 Fernando Brobró · 9 Rosa Branca · 10 Jatyr · 11 Edson Bispo · 12 Sucar · 13 Boccardo · 14 Waldemar · All. Kanela                                                                               |            |

### Pallanuoto
| Atleta | Classifica |                    |
| --- | --- | ------------------ |
| V · D · M Nazionale maschile brasiliana di pallanuoto · Giochi olimpici - Roma 1960 E. Alvarez da Cruz · R. Alvarez da Cruz · Daniel · de Almeida · dos Santos · Gonçalves Filho · Grijó Filho · Sanson · CT : - | 12° |                    |
| Nazionale maschile brasiliana di pallanuoto · Giochi olimpici - Roma 1960 | |                    |
| E. Alvarez da Cruz · R. Alvarez da Cruz · Daniel · de Almeida · dos Santos · Gonçalves Filho · Grijó Filho · Sanson · CT: -                                                                                      | E. Alvarez da Cruz · R. Alvarez da Cruz · Daniel · de Almeida · dos Santos · Gonçalves Filho · Grijó Filho · Sanson · CT: - | Brasile (bandiera) |